# 검열 막대기
검열 막대기, 검열 상자는 글자, 사진, 영상 등의 형식에서 "중요한" 정보 또는 이미지를 검은색 또는 회색, 하얀 직사각형 상자로 가려서 검열하는 것을 뜻한다. 이 막대는 사진에서 여러 부분을 검열하는 데 자주 이용된다. 디지털 미디어 편집 소프트웨어가 개발된 이후, 모자이크, 흐림 효과 등 덜 돌출적인 효과를 이용하며 막대기는 보통 검열의 풍자에 자주 이용한다.

## 검열 막대기를 이용한 사진

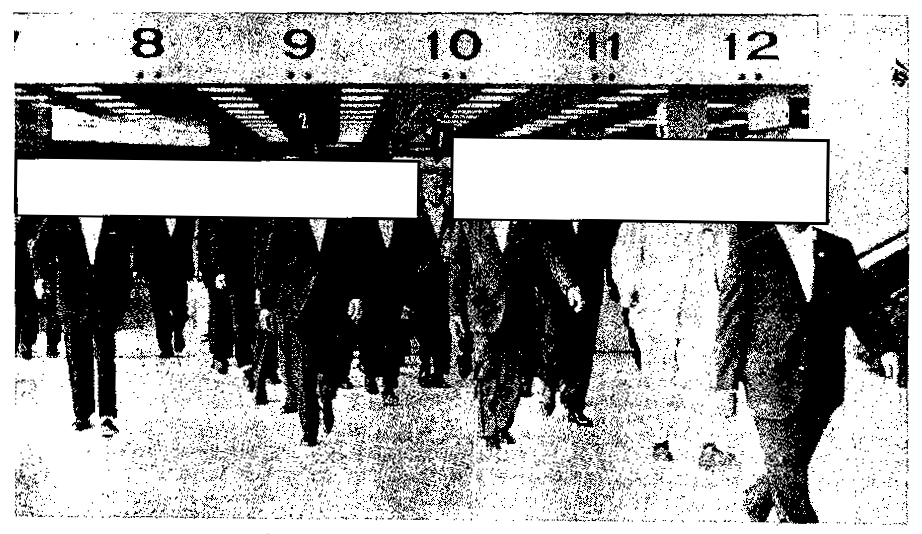
1965년, FBI의 감시 사진.
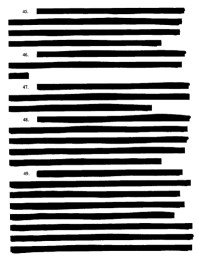
미국 자유 시민 연합 대 애쉬크로스트 소송에서 심하게 편집된 문서.
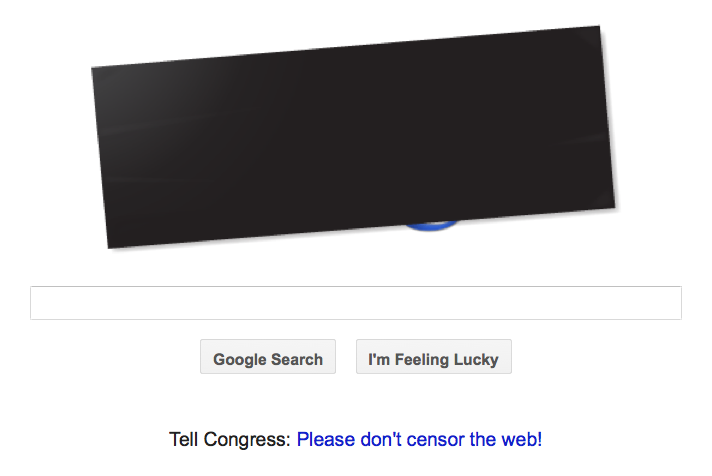
구글의 온라인 저작권 침해 금지 법안과 지식재산권 보호 법안에 대한 온라인 시위 중의 검열 막대기.
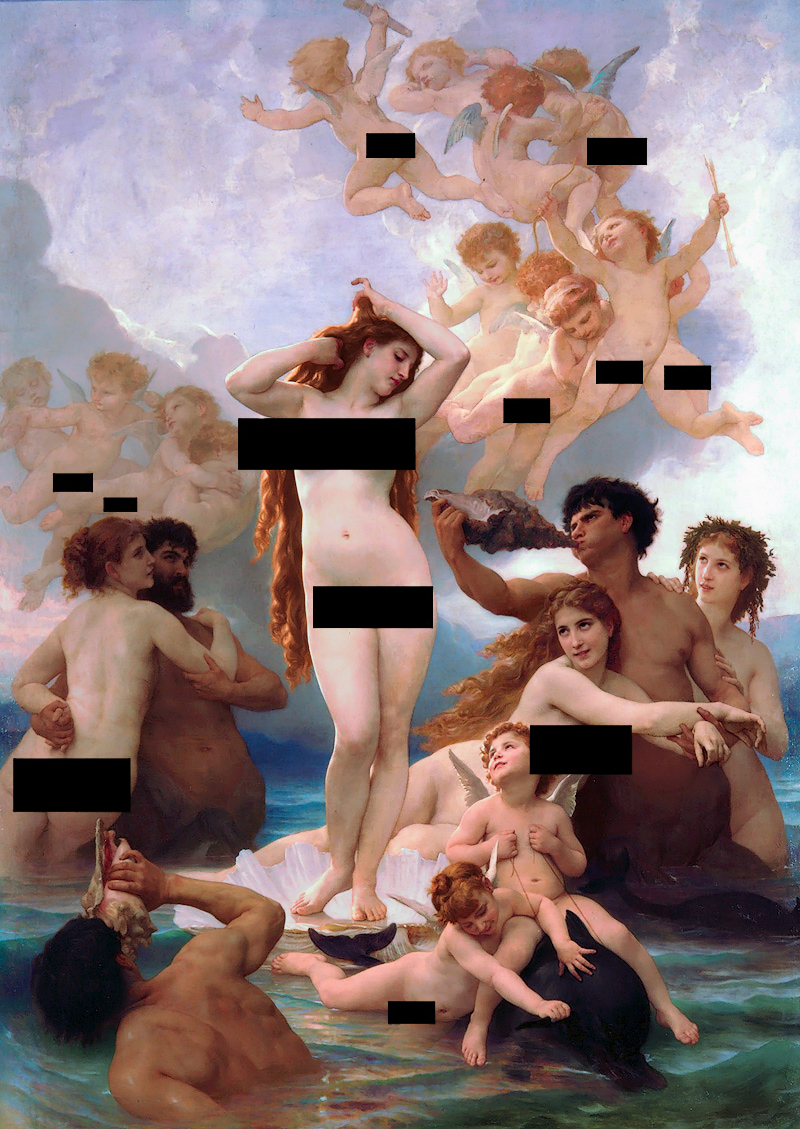
아카데미 예술에서 적용된 검열 사진.
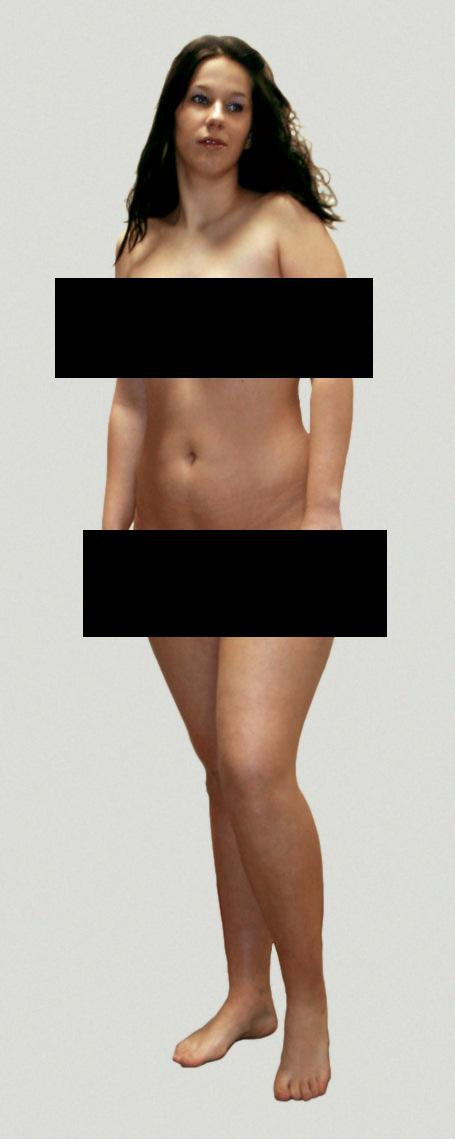
누드 여자의 검열 막대기.

## 같이 보기
- 영구 삭제 (기밀 정보)